# Cappella Averoldi
La cappella Averoldi è la terza cappella destra della chiesa di Santa Maria del Carmine a Brescia. Ospita la decorazione ad affresco della volta con gli Evangelisti realizzati ad affresco da Vincenzo Foppa a partire da 1477 e, dello stesso autore, un grande Cristo crocifisso ad affresco riportato su tela come pala d'altare. Vi si trovano anche un altare in pietra finemente decorato, databile alla metà del XV secolo e una delle prime testimonianze a Brescia di gusto rinascimentale nella scultura, e il sepolcro di Giovan Pietro Averoldi, padre di Altobello Averoldi, databile al 1499-1500.

## Storia
La cappella viene costruita attorno alla metà del XV secolo, nell'ambito della fabbrica della nuova chiesa, assieme alle altre poste in sequenza sulla stessa navata. La presa di possesso da parte della potente famiglia bresciana Averoldi, comunque, è documentato solo a partire dal 1477 sulla base di un importante documento conservato nell'archivio della famiglia, nel quale sono registrati tutti i pagamenti, con relative date, per i vari lavori intrapresi nella cappella dal marzo al novembre di quell'anno. In particolare, vengono menzionati i pagamenti a Vincenzo Foppa, nel documento "maestro Vincenzo depentor", per l'acquisto dei pigmenti necessari all'esecuzione degli affreschi nella volta a crociera.
Gran parte dell'arredo liturgico che doveva ornare l'ambiente va disperso o perduto durante il XIX secolo, all'epoca delle soppressioni, quando numerose opere all'interno della chiesa vengono sequestrate e vendute e, in generale, l'intero edificio conosce una fase di profondo degrado a causa delle ristrettezze economiche. I restauri condotti a più riprese durante l'intero arco del XX secolo hanno recuperato quando ancora presente nella cappella, ossia l'altare principale, il sepolcro di Giovan Pietro Averoldi e gli affreschi del Foppa.
Nel 2003, inoltre, sono stati qui collocati, lungo la parete destra, i due battenti lignei intagliati del portale della chiesa, al fine di salvaguardarne lo stato e l'integrità.

## Opere
Principale elemento attrattivo della cappella è la volta a crociera di copertura, interamente affrescata con gli Evangelisti del Foppa a partire dal 1477. Le quattro figure sono collocate entro mandorle di nubi al centro delle unghie, mentre negli otto peducci sono dipinti i relativi simboli (toro, leone, angelo, aquila) e quattro Padri della chiesa (Agostino, Ambrogio, Girolamo e Gregorio Magno), tutti incorniciati da nicchie architettoniche sorrette da piedistalli recanti putti a monocromo. Lo sfondo dell'intera volta è dipinto in blu oltremare, tipico dell'epoca.
Sempre opera di Vincenzo Foppa, ma non contestuale all'apparato decorativo originario della cappella, è il Cristo crocifisso ad affresco riportato su tela che funge da pala d'altare. Lo stato di conservazione, molto degradato, ha reso piuttosto controversa la sua reale attribuzione ma, in generale, la critica è concorde nell'assegnarlo alla mano del maestro bresciano.
Opera di notevole interesse è inoltre l'altare della cappella, databile tra gli anni '50 e '60 del XV secolo e una delle prime testimonianze di una produzione scultorea locale aggiornata al nuovo gusto rinascimentale classicheggiante. La composizione, comunque, appare poco limpida ed è probabile che sia frutto di un reimpiego di parti di origine diversa, anche se la committenza Averoldi è confermata dagli stemmi che vi campeggiano.
Al centro della parete sinistra si trova invece il sepolcro di Giovan Pietro Averoldi, commissionato dal figlio Altobello Averoldi e databile al 1499-1500. Si tratta di un monumento funebre "pensile", di stampo veneziano, con due mensole che reggono la cassa marmorea finemente scolpita. Il coperchio, decorato a fogliame, è sovrastato da due eleganti delfini tipici della committenza di Altobello e reca l'iscrizione dedicatoria del sepolcro. Il sepolcro di famiglia, invece, è collocato sotto la grande lapide sul pavimento della cappella, in posizione centrale, dove sono riportati il nome e lo stemma.

### Opere scomparse
Le guide storiche della città, a partire da quella di Giulio Antonio Averoldi del 1700, testimoniano all'altare della cappella un'altra pala di Vincenzo Foppa raffigurante il Martirio del beato Simonino da Trento. L'opera è registrata per l'ultima volta nel 1808 tra le opere sequestrate alla chiesa e in attesa di essere spedite a Milano alla Direzione Generale del Demanio. Nulla più si conosce di questo dipinto, ma è improbabile che sia andato distrutto e forse si trova ancora oggi in qualche collezione privata.
Molto probabilmente, l'affresco pure del Foppa con il Cristo crocifisso, dipinto altrove nella chiesa o nel convento attiguo, venne staccato e riposizionato nella cappella Averoldi in questa occasione per colmare il vuoto lasciato dalla tavola sequestrata.